# Бострём, Кристофер Якоб
Кристофер Якоб Бо́стрём (швед. Christopher Jacob Boström; 1 января 1797, Питео — 22 марта 1866, Уппсала) — шведский философ, один из самых крупных философов Швеции XIX века.

## Биография
Кристофер Якоб Бострём учился в Уппсале, изучал теологию, ставшую главным интересом его жизни; с 1838 года был адъюнкт-профессором, а с 1840 по 1863 год — профессором практической философии в Уппсальском университете. В течение четырёх лет был учителем детей шведской королевской семьи.
Его философия, как он сам её описывал, представляла собой рациональный идеализм, основанный на принципе, что единственная истинная реальность духовна. Бог есть Бесконечный Дух, в котором содержится всё существующее, и находящийся за пределами ограничений времени и пространства. Таким образом, Бострём своим учением протестовал не только против эмпиризма, но и против доктрин христианской теологии, которая казалась ему представляющей Бога как нечто меньшее, чем чистый дух. В этике, по его мнению, высшей целью является направление действий причиной в гармонии с Божественным, поэтому государство, как и отдельный человек, существует только внутри Бога, и его наиболее совершенной формой является гармоничное послушание всех его членов конституционной монархии, а человеческое совершенство в целом следует искать в рациональной упорядоченной системе таких государств, живущих в послушании Мировому Разуму. Эта система отличается от платонизма тем, что «идеи» Бога находят выражения в виде не архетипических абстракций, а конкретных личностей.
Главой школы Бострёма после его смерти считался Карл Юнгве Салин. Учеником Бострёма был также Виталис Норстрём.

## Сочинения
- Philosophy of Religion. By Christopher Jacob Boström. Translated with Introduction by Victor E. Beck and Robert N. Beck. New Haven, Yale University Press. Montreal, McGill University Press, 1962. Pp. lvi, 187.